# ビトル
ビトル（bitol）とはマヤ神話「ポポル・ヴフ」に登場する神。形成主と呼ばれる。
原初、この世には静穏な海と限りなく広がる空だけがあった。そしてツァコルとビトル、テペウとグクマッツ、アロムとクァホロムだけが水の中で緑と青藍の羽根に包まれて光り輝いていた。テペウとグクマッツは創造について語らいその考えと言葉を一つにした。そしてテペウとグクマッツが「大地！」と叫び大地が造られた、次に動物達が創造されたが彼らは喋れず神々を崇めなかったので、神々は動物達を見限った。自分達を崇め、自分達に忠実なものを求め、人の姿を形どり、泥と土でその肉を造った。だが水の中へ入れると溶けてしまうので神々は自らが造りだしたものを打ち壊した。次に神々は木で人形を造った。だが魂や知恵を持たず、神々を崇め称えることも無かったので彼らは滅ぼされた。次に黄色いとうもろこしの穂と白いとうもろこしの穂から人間が造られた。彼らは神々と同じように世界の全てを見通すことが出来た。しかし神々はそのことが気に食わず、近くのものしか見えなくなるように最初に創られた四人の男の眼に霞を吹きかけた。